# Celebes
Celebes, Sulawesi – indonezyjska wyspa na Oceanie Spokojnym wchodząca w skład Archipelagu Malajskiego i Wielkich Wysp Sundajskich. Z powierzchnią równą 174 600 km² znajduje się na 11. miejscu listy największych wysp świata.
Celebes ma nieregularny, rozczłonkowany kształt – stanowiące dużą część wyspy cztery półwyspy oddzielone są głęboko wcinającymi się zatokami. Wyspa ta nie ma nizin przybrzeżnych. Wyspę opływają morza: Flores, Banda, Moluckie, Celebes. Terytorium Celebesu jest górzyste, występują liczne wulkany – zarówno aktywne, jak i wygasłe. Najwyższym z nich jest Soputan (1827 m n.p.m.). W centrum wyspy znajdują się Góry Molengraffa, z najwyższym szczytem jest Rantekombola 3455 m n.p.m. (według innych źródeł jest nim Rantemario 3478 m n.p.m.). W dolinach śródgórskich i rowach tektonicznych oddzielających poszczególne pasma leżą liczne jeziora. Klimat równikowy wybitnie wilgotny, średnia roczna suma opadów: 2000 mm. Cechuje się nierównomiernym rozkładem opadów w ciągu roku. Wyspa pokryta jest wiecznie zielonymi lasami równikowymi. W kotlinach śródgórskich ukształtowała się formacja przypominająca sawannę. Uprawia się głównie palmę kokosową, ryż, kawę oraz kauczukowiec. Na wyspie eksploatuje się rudy niklu i żelaza oraz szlachetne odmiany drewna.
Celebes podzielony jest na prowincje:
- Celebes Południowy
- Celebes Południowo-Wschodni
- Celebes Środkowy
- Celebes Północny
- Gorontalo
- Celebes Zachodni

Na terenie Celebesu znajduje się sześć parków narodowych:
- Park Narodowy Bunaken
- Park Narodowy Bogani Nani Wartabone
- Park Narodowy Lore Lindu
- Park Narodowy Wakatobi
- Park Narodowy Taka Bonerate
- Park Narodowy Rawa Aopa Watumohai